# 妾
妾，又稱陪房、偏房、側室、副室、外室、小妻、旁妻、下妻、庶妻、二房、小三兒、姨娘、嬬、如夫人、簉室、姬、姬侍、姬妾、妾侍等，亦有小老婆的俗稱，民國初年又稱姨太、姨太太、姑娘。狭义上指一夫一妻多妾婚姻中，获得法律认可，但地位低於嫡妻的女性配偶。广义上包括，除了情妇外，未获法律认可的姬侍、外室。

## 中国
「妾」字为会意字。从辛，从女。 甲骨文字形上面是古代刑刀，表示有罪，受刑；下面是「女」字。合而表示有罪的女子。本义是女奴。 「妾」在先秦和秦汉时是指女奴，由于在奴隶制度下，男性主人往往和女奴发生性关系，甚至使女奴的专属于男主人的性行为对象，于是妾的词义开始改变。由于社会的发展，中国奴隶制度的演变，以及良贱制度的产生，妾开始指一种半自由人：她出身于良民家庭，是由购买而成为夫家的成员，这种行为被称之为“纳妾”，但她又不全属于奴隶，身份仍属于良民，妾和夫屬於契約關係，是一種買賣，因此沒有婚書只有妾契。
一说古代中国纳妾是因为正室不能生育，传统上有着“不孝有三，无后为大”的思想，妻子如未能生育，害怕丈夫绝后，妻子为了维持自己在夫家的地位，所以才出此下策，晋朝时，有人名张硕，“妻无子，纳妾”。另一方面，在皇帝或是貴族等需要直系子女繼承大業，也會大量生育來挑選屬意的接班人，但后来却成了男人为了欲念而做的一种行为。另一方面，则认为这是传统社会“男尊女卑”的延伸。
1930年，国民政府颁布的民法《亲属编》中废除“妾之制度”，设立一夫一妻制，但由于司法解释使男人纳妾不算重婚，致使一夫一妻制名存实亡。中华人民共和国建国后，依照《中华人民共和国婚姻法》禁止重婚、纳妾。目前，两岸三地法律上皆奉行一夫一妻制，俗称的“妾”或“姨太太”，多是指男性在婚外包养的情妇。

### 历史演变
周代贵族女子出嫁，需要同族姐妹或姑侄陪嫁，称为媵，媵会成为侧室，地位比妾高。后世媵和妾渐渐不分。《礼记》：
"天子有后，有夫人，有世妇，有嫔，有妻，有妾 ...
天子之妃曰“后”，诸侯曰“夫人”、大夫曰“孺人”，士曰“妇人”，庶人曰“妻”。
公侯有夫人，有世妇，有妻，有妾。 "
天子有一后、三夫人、九嫔、二十七世妇、八十一御妻
汉代以后一般的士大夫、平民都只有一个正妻（正室），同时可拥有多个妾。多数正妻是丈夫的第一位配偶。但也有“先纳妾后娶妻”的例子，如章太炎于1892年纳妾王氏，王氏去世后与汤国黎结婚，但只称王氏为妾。多数朝代都禁止同时拥有多名正室（皇帝的正室为皇后，平民的正室为妻）。很少情况下，会有多个平妻的情况。因此严格的说，在中国历史上，一夫多妻几乎一直是不合法的，也很少发生。实际上中国是「一夫一妻多妾制」。成语“三妻四妾”、“妻妾成群”就是形容妻子与妾侍很多的意思。虽然在当时的法律上，禁止婢女（青年女奴，属于贱民）成为妾，也禁止妾直接成为妻，但实际上这些法律经常被违反。正妻死后，若妾要成为继室，要经过一重仪式，称为扶正。例如唐玄宗开元时，以孝友闻名的李日知“卒后，少子伊衡，以妾为妻” 。唐德宗时大臣李齐运，“以妾卫氏为正室” 。
自清朝乾隆年间承认兼祧合法性之后，民间多以兼祧之名代已故兄弟娶妻，即法律上的妾，但名義上是兄嫂或弟婦，由兼祧妻所出之子女屬兄弟那房人。生活中，两妻地位平等以妯娌關係相處（即「平妻」），此风延续至民国。中华民国建立之后，社会舆论亦不反对纳妾，当时坚决反对纳妾的主要是妇女团体:75。
中华民国建国后长期没有正式的民法。1915年，北洋政府发布《民律草案·亲属编》。1925年，完成《民法修正案》，未施行。依据北洋政府时期的司法解释和实际判例，妻的对方人称“丈夫”，妾的对方人称“家长”。妾与家长不被视为婚姻关系，而被认为是有效的、合法契约关系。同时，北洋时期法律没有明文规定如何对妾的身份进行认定。大理院民国七年上字186号曰：“妾与家长间名分之成立，应具备如何要件，在现行法律并无规定明文，依据条理正当解释，须其家长有认该女为自己正妻以外之配偶而列为家属之意思；而妾之方面，则须有入其家长之家为次于正妻地位之眷属之合意，始得认该女其家长法律上之妾。”大理院民国五年上字1534号曰：“法律上并未限制其须备何种方式。”故家长纳妾，契约成立的要件是双方有“次于正妻地位之眷属合意”即可，不必具备文书或某种仪式。双方身份转变的情形：妾的死亡、妾被扶为正妻、妾与家长解除关系。其中，法律上视为妾，男子重婚所娶之女依据大理院民国八年1036号：“自前妻亡故时起，应认其妻之身份”:76。
妾做为家属，具有私产持有权、被赡养权与一定的遗产继承权等。同时，妾有对家长承担保持贞操的义务。家长死亡后，亦是如此。民国十七年（1928年），最高法院解字215号曰：“家长有维持家政之责，寡妾犯奸，有妨碍家庭安全，正妻得行使监督权，使该妾丧失家属身份。”:78
民国十九年（1930年）12月，国民政府颁布的民法《亲属编》中废除了“妾之制度”，不再规定妾与妻的关系和在家庭中的地位。司法解释和实际判决中，对妾的定义，“二十年院字第六四七号解释”称：“娶妾并非婚姻，自无所谓重婚。”“二十年院字第七三五号解释”称：“妾虽为现民法所不规定，妾与家长既以永久公共生活为目的，同居一家，依民法第一一二三第三项之规定，应视为家属”。“二十二年上字第六三六号判例”称：“民法亲属编无妾之规定。至民法亲属编施行后……如有类似行为，即属与人通奸，其妻自得请求离婚……得妻之明认或默认而为纳妾之行为，其妻即不得据为离婚之请求”。这些司法解释造成男人纳妾不算重婚，使民国的一夫一妻制实际上名存实亡。社会生活中，男子多妻是为常见。抗日战争时期，局势动荡，出现大批“抗战夫妻”。1947年1月1日，国民政府以大赦令的方式，解决“抗战夫妻”触犯通奸罪的问题。
中华人民共和国建立后的次年，颁布中华人民共和国婚姻法，禁止重婚、纳妾。

### 妾的子女和亲权
在中国历史上，妾所生的子女称为庶出，正室所生的子女称为嫡出，一般情况下，除非正妻无子女，否则庶出子女没有爵位及宗族继承权。流动财产上庶出子女拥有部分财产继承权，但一般低于嫡出子女。
《大明律》规定，“凡嫡庶子男，除有官荫袭先尽嫡长子孙，其分析家财田产，不问妻妾婢生，止依子数均分。”
妾对其所生子女的亲权包括养育和财产管理权两方面。北洋政府时期，妾的子女亲权次于家长、正妻（即子女的生父、嫡母）。被废之妾“对于所生子女已无亲权之可言”，“除其父仍委令监护者外”。父死，妾生子女亲权归嫡母，惟尚在襁褓需哺乳者方许生母抚养。未成年庶子的“法定代理权嫡母固应优先于生母，惟嫡母与庶子利害相反时，该庶子之生母得为法定代理人”。故无特别许可，妾几乎没有亲权:78。

### 妾的分类和等级
中国古代社会中礼教森严，等级分明，即使是妾本身也有严格的区分，被分为数个不同的卑尊级别，各级别之间制度严明，无法逾越。按出身，妾分为贵妾，良妾和贱妾三类。贵妾是出身皇亲国戚与达官贵人之家的女子，在三类中地位最高，但極為罕有，因一般望族家庭很少接受女兒為妾，最多也只接受女兒成為繼室，除非男家地位極高。良妾是出身一般寻常百姓之家的女子。贱妾乃出身于戏子、妓女、乞丐和童养媳，在三类中地位最低。除了以出身区分为三类之外，妾又更进一步的根据血缘远近和亲属亲疏区分为以下数个等级：

#### 媵
西周以前诸侯娶妻时不但有納亲姊妹和堂姊妹为妾，还有納妻子的姪女为妾，称作媵。西周以后此俗在汉族中變少，但在貴族中還有存在。譬如漢明帝娶的馬皇后和賈貴人是表姊妹，漢成帝娶趙飛燕和赵昭仪是親姊妹，曹操將三個女兒嫁給漢獻帝，蜀漢后主劉禪娶了張飛的兩個女兒等等。

#### 侧室
侧室为納正妻的亲姊妹或堂姊妹为妾。侧室出嫁时坐红墙蓝顶轿子，和元配同时出嫁时，轿子在元配轿子之后，可随元配一起享受包括宰相在内的官员必须让道的特权。与元配同时出嫁时，可随元配一起享受到新郎家从正门进的特权。但侧室如单独出嫁，路遇官轿则必须给官轿让道，到新郎家时，只能从侧门进。侧室即使没生任何子女，历代法律规定也可以像正妻一样，名字入族谱，牌位入宗庙受祭拜，但非必须，最后决定权在宗族家法，如宗族家法不许，便不能，这是侧室低于正妻之处。继承权方面，如正室无子，侧室之子比其他庶出之子有优先权，侧室之子们之间则按侧室的等级次序继承。根据长幼卑尊，血缘远近，侧室又进一步细分为不同等级，按以下顺序逐次递减：
| 等级排名 | 亲缘关系                                    |
| -------- | ------------------------------------------- |
| 1        | 嫡妻的由母亲是元配/平妻所生的嫡出年长亲姊妹 |
| 2        | 嫡妻的由母亲是元配/平妻所生的嫡出年幼亲姊妹 |
| 3        | 嫡妻的由母亲是填房所生的年长亲姊妹          |
| 4        | 嫡妻的由母亲是填房所生的年幼亲姊妹          |
| 5        | 嫡妻的由母亲是妾所生的庶出年长亲姊妹        |
| 6        | 嫡妻的由母亲是妾所生的庶出年幼亲姊妹        |
| 7        | 嫡妻的由母亲是元配/平妻所生的嫡出年长堂姊妹 |
| 8        | 嫡妻的由母亲是元配/平妻所生的嫡出年幼堂姊妹 |
| 9        | 嫡妻的由母亲是填房所生的年长堂姊妹          |
| 10       | 嫡妻的由母亲是填房所生的年幼堂姊妹          |
| 11       | 嫡妻的由母亲是妾所生的庶出年长堂姊妹        |
| 12       | 嫡妻的由母亲是妾所生的庶出年幼堂姊妹        |

其中，庶出亲/堂姊妹又可按其母亲们为不同等级的妾进一步划分。丈夫如需填房，侧室为第一优先，扶正次序按侧室等级安排（贱妾出身的侧室除外，不能扶正）。

#### 副室
副室为正妻表姊妹出身的妾。因为中国古代为父系社会，姑姑仍为父系所出，所以正妻姑表姊妹出身的妾高于正妻舅表姊妹和正妻姨表姊妹出身的妾。同样，舅为男，姨为女，在父系社会中正妻舅表姊妹出身的妾又高于正妻姨表姊妹出身的妾。但因嫁出去的女儿泼出去的水，女儿出嫁后属于夫家的人，已经不属于原来的父系家族，因而副室的地位低于侧室。
副室出嫁时坐红顶蓝墙轿子，即使和元配同时出嫁时，也和单独出嫁一样，不能享受包括宰相在内的官员必须让道的特权，而必须给官员让道。即使和元配同时出嫁时，也和单独出嫁一样，不能享受到新郎家时，从正门进，而必须从旁门进。副室如果没生儿子，但生了女儿，历代法律规定也可以像正妻一样，名字入族谱，牌位入宗庙受祭拜，但非必须，最后决定权在宗族家法，如宗族家法不许，便不能，这是副室低于正妻和侧室之处。继承权方面，如正室侧室无子，副室之子比其他庶出之子有优先权，副室之子们之间则按副室的等级次序继承。
只有正妻姑姑和姨母的亲生女儿才可称为副室：如果正妻姑父姨父除了娶妻之外还納數個妾，其它非正妻姑姑姨母所出的姊妹虽然在辈份上仍是正妻的表姊妹，嫁给同一个丈夫后这些正妻的表姊妹却不能成为副室，只能是地位更低的偏室，因为非正妻姑姑姨母所出的表姊妹和正妻没有血缘关系。正妻姑姑和姨母嫁为妻或嫁为妾直接影响到副室的地位高低，根据长幼卑尊，血缘远近，副室又进一步细分为不同等级，按以下顺序逐次递减：
| 等级排名 | 亲缘关系                                      |
| -------- | --------------------------------------------- |
| 1        | 嫡妻的由母亲是元配/平妻所生的嫡出年长姑表姊妹 |
| 2        | 嫡妻的由母亲是元配/平妻所生的嫡出年幼姑表姊妹 |
| 3        | 嫡妻的由母亲是填房所生的年长姑表姊妹          |
| 4        | 嫡妻的由母亲是填房所生的年幼姑表姊妹          |
| 5        | 嫡妻的由母亲是妾所生的庶出年长姑表姊妹        |
| 6        | 嫡妻的由母亲是妾所生的庶出年幼姑表姊妹        |
| 7        | 嫡妻的由母亲是元配/平妻所生的嫡出年长舅表姊妹 |
| 8        | 嫡妻的由母亲是元配/平妻所生的嫡出年幼舅表姊妹 |
| 9        | 嫡妻的由母亲是填房所生的年长舅表姊妹          |
| 10       | 嫡妻的由母亲是填房所生的年幼舅表姊妹          |
| 11       | 嫡妻的由母亲是妾所生的庶出年长舅表姊妹        |
| 12       | 嫡妻的由母亲是妾所生的庶出年幼舅表姊妹        |
| 13       | 嫡妻的由母亲是元配/平妻所生的嫡出年长姨表姊妹 |
| 14       | 嫡妻的由母亲是元配/平妻所生的嫡出年幼姨表姊妹 |
| 15       | 嫡妻的由母亲是填房所生的年长姨表姊妹          |
| 16       | 嫡妻的由母亲是填房所生的年幼姨表姊妹          |
| 17       | 嫡妻的由母亲是妾所生的庶出年长姨表姊妹        |
| 18       | 嫡妻的由母亲是妾所生的庶出年幼姨表姊妹        |

其中，庶出亲/堂姊妹又按其母亲们为不同等级的妾进一步划分。丈夫如需填房而无侧室，副室则为第一优先，扶正次序按副室等级安排（贱妾出身的副室除外，不能扶正）。

#### 偏室
偏室为正妻姑表姊妹和姨表姊妹出身的妾，但和正妻没有血缘关系。如果正妻姑父姨父娶妻之外還納數個妾，正妻姑姑姨母以外的妻妾所出的女儿们虽和正妻没有血缘关系，但在辈份上仍是正妻的表姊妹。因和正妻无血缘关系，这些正妻姑的表姊妹和姨表姊妹嫁给同一丈夫后不能成为副室，只能是地位更低的偏室。偏室和偏室以下的妾出嫁时坐全蓝色轿子，不管是和元配同时出嫁，还是单独出嫁，遇到官员需让道，到新郎家从旁门进。偏室如果没生儿子，但生了女儿，历代法律规定也可以名字入族谱，但非必须，决定权在宗族家法，如宗族家法不许，便不能，这是偏室低于正妻、侧室和副室之处。偏室和偏室以下的妾如没生儿子，历代法律禁止其牌位入宗庙受祭拜。继承权方面，如正室、侧室和副室无子，偏室之子比其他庶出之子有优先权，偏室之子们之间则按偏室的等级次序继承。根据长幼卑尊，血缘远近，偏室又进一步细分为不同等级，按以下顺序逐次递减：
| 等级排名 | 亲缘关系                                                |
| -------- | ------------------------------------------------------- |
| 1        | 嫡妻无血缘关系的由母亲是元配/平妻所生的嫡出年长姑表姊妹 |
| 2        | 嫡妻无血缘关系的由母亲是元配/平妻所生的嫡出年幼姑表姊妹 |
| 3        | 嫡妻无血缘关系的由母亲是填房所生的年长姑表姊妹          |
| 4        | 嫡妻无血缘关系的由母亲是填房所生的年幼姑表姊妹          |
| 5        | 嫡妻无血缘关系的由母亲是妾所生的庶出年长姑表姊妹        |
| 6        | 嫡妻无血缘关系的由母亲是妾所生的庶出年幼姑表姊妹        |
| 7        | 嫡妻无血缘关系的由母亲是元配/平妻所生的嫡出年长姨表姊妹 |
| 8        | 嫡妻无血缘关系的由母亲是元配/平妻所生的嫡出年幼姨表姊妹 |
| 9        | 嫡妻无血缘关系的由母亲是填房所生的年长姨表姊妹          |
| 10       | 嫡妻无血缘关系的由母亲是填房所生的年幼姨表姊妹          |
| 11       | 嫡妻无血缘关系的由母亲是妾所生的庶出年长姨表姊妹        |
| 12       | 嫡妻无血缘关系的由母亲是妾所生的庶出年幼姨表姊妹        |

其中，庶出亲/堂姊妹又按其母亲们为不同等级的妾进一步划分。丈夫如需填房而无侧室和副室，偏室则为第一优先，扶正次序按副室等级安排（贱妾出身的偏室除外，不能扶正）。

#### 偏房
偏房是和正妻没有任何血缘和亲属辈份关系的妾，可以是贵妾和良妾，也可能是贱妾。偏房为可以和丈夫，元配，侧室，和偏室同桌吃饭的最低级别的妾。偏房和偏房以下的妾必须产子才能名字入族谱，牌位入宗庙受祭拜，否则不行。继承权方面，如正室、侧室、副室和偏室无子，偏房之子比其他庶出之子有优先权。丈夫如需填房而无侧室、副室和偏室，偏房则为第一优先（贱妾出身的偏房除外，不能扶正）。

#### 姬妾
男性家主的姬妾的出身有婢女、家伎等。

##### 陪房
陪嫁人中的陪嫁婢女，多为贴身丫鬟或女管家。常见年轻的陪嫁婢女成为男主人的姬妾。等级高于其他侍女出身的妾。陪房是可以扶正作为填房的最低级别的妾。丈夫如需填房而无侧室、副室、偏室和偏房，陪房则为第一优先（贱妾出身的陪房除外）。继承权方面，如正室、侧室、副室、偏室和偏房无子，陪房之子比其他庶出之子有优先权。

##### 侍妾
侍女被收房成为妾。此等级及以下等级的妾不能被扶正。继承权方面，如正室、侧室、副室、偏室、偏房和陪房无子，侍妾之子比其他庶出之子有优先权。

##### 婢妾
婢为古代男犯之女眷，本身没有犯罪，但因男子犯下株连之罪而受牵连入狱。官府罚婢到大户人家做工，薪资收归官府，但婢可被主人收房为妾。一旦被收房，婢妾可免罪出狱。男主人将其部曲的女眷收房为妾，其等级也为婢妾。契约劳工是婢妾另一主要来源，如黄梅戏天仙配中的男主角为葬父卖身三年为奴。婢妾的地位比侍妾更低，因为侍妾和男主人的关系为雇佣关系，侍女可以辞职不干，但婢妾和男主人的关系为附属关系，不能像侍女那样可以随时辞职不干。婢妾即使怀孕，也可被主人转送他人。但婢妾一旦生下孩子，就不能被转赠他人或逐出家门，如果尚未被收房，则必须被男主人收房。继承权方面，如正室、侧室、副室、偏室、偏房、陪房和侍妾无子，婢妾之子比其他庶出之子有优先权。

##### 通房
通房和婢妾类似，但比婢妾地位更低，因为虽和婢妾一样被官府罚做工，但女囚本身犯罪，无法像婢妾一样借着和男主人结婚而免罪出狱。根据所女囚犯罪行，男主人若有意将通房收房为妾，须向官府缴一大笔费用，但并非所有罪过可以通过缴费赎罪。通房的其他来源为被男子赎身的妓女、买来的家妓、乞丐和童养媳。通房即使生下孩子，本人仍可被转让转卖。通房在家庭中的地位有如后宫中最低级别的嫔妃：皇后可以在皇帝同意下将其所生子女收养，嫔妃本人必须服从。同样，其如果其他妻妾和丈夫同意，通房所生子女可以被其他妻妾收养，而通房本人则无权表态反对。通房如在尚未被收房之前产子，而男主人又在收房之前去世，则其子只能以私生子的名分去分男主人的遗产。只有被收房之后，通房之子才算庶子。

#### 外室（外妇）
外室、外妇，一般指男性在家庭之外供养、同居的女性。外地納的妾，可以是以上妾中任何一种。她们和男性之间并无正式婚姻关系，或视为姬妾。外妇所生子女，或称孽出，在法律上与奸生子概念重叠。外室生子即使是长子也无法继承封号爵位，也无法分得长支财。但自元朝起，外室子有遗产继承权。明代诸子平分遗产时，以奸生子身份能继承其他儿子所分得的一半。

## 其他地区和国家
葡屬澳門政府根据对澳门、东帝汶、莫桑比克等地华人社会风俗的研究，以及对《大清律例》的比较，于1909年6月17日公佈《華人習俗條例》，允许澳門華人丈夫立妾。1924年适用范围从原澳门的非葡籍华人扩大到澳门的非天主教葡籍华人。1948年废除《華人習俗條例》，並以《華人屬人法法令》取代。该法确立澳门华人在家庭和繼承法方面仍遵守“中國民事法律”，因此华人社会长期存在利用事实婚立妾的现象，直到1987年《民事登記法典》承认在该法颁布前依華人風俗習慣締結的婚姻，同时不再承认之后的事实婚。
英屬香港政府于1970年出台《婚姻制度改革條例》，規定凡在1971年10月7日或以後在相关締結的婚姻，應含有一男一女自願終身結合的意思，但承认1971年10月7日前缔结的舊式婚姻和新式婚姻。目前重婚在香港、澳门被認為是犯罪。
2002年澳门法院审理一起因司法管辖地法律不同而引发的婚姻有效性案件。中国籍男人A于1948年6月6日在广东省順德縣和中国女人B结婚，后又于1958年以鳏夫名义在香港按照分別財產制度于公眾民事登記處和女人C結為夫妻。A与1994年去世后，B和C向澳门法院提起分享財產的財產清冊程序。一审法院认定A和C的婚姻无效，而中級法院根据当时香港法律认为A和C为有效婚姻。澳门终审法院于2005年裁定A和C于1958年在香港缔结的婚姻无效；即使本案涉及多个司法管辖区的不同法律制度（国际私法），根据《葡萄牙1867年民法》和《1966年民法》关于属人法的内容，中华人民共和国法律为在A去世之日、或者更加準確地在1994年11月8日提起訴訟之日判定A与C的婚姻是否有效的唯一适用法律——即A和B的婚姻为有效婚姻，A和C的婚姻根据1950年《中华人民共和国婚姻法》为非有效婚姻；同时，即使当时香港法律承认一夫多妻制，A谎称鳏夫，和C在香港政府部门登记民事婚姻的行为不属于“按照中國習俗舉行的婚禮”，同样属于无效。
在李氏朝鮮，庶出的子女需把父親、嫡母和嫡出的兄弟姊妹視為主人侍奉，称他们为“老爷”、“夫人”、“少爷”、“小姐”。
在基督教經書《聖經舊約·創世記》中，亞伯拉罕的妻子撒拉不能生育，於是把自己的婢女夏甲給丈夫做妾。夏甲在懷孕後對撒拉不敬，於是被後者報復，說明她和撒拉仍然是主僕的關係。（註；在此段經文在亞伯拉罕與撒拉改名前，亞伯蘭為亞伯拉罕之舊名、撒萊為撒拉之舊名。）“撒萊對亞伯蘭說，我因你受屈。我將我的使女放在你懷中，她見自己有了孕，就小看我。願耶和華在你我中間判斷。亞伯蘭對撒萊說，使女在你手下，你可以隨意待她。撒萊苦待她，她就從撒萊面前逃走了。…… 當時，撒拉看見埃及人夏甲給亞伯拉罕所生的兒子戲笑，就對亞伯拉罕說，你把這使女和她兒子趕出去，因為這使女的兒子不可與我的兒子以撒一同承受產業。” 
《創世記》中還記載雅各娶利亞與拉結姐妹二人（平妻）。二人又各自將自己的使女給雅各為妾。兩個妾所生的兒子被視作是其主母的兒子。
在伊斯蘭教國家，实行一夫多妻制度，各个妻子的地位原则上是平等的，参见：伊斯蘭婚姻法學。伊斯兰教认为先知穆罕默德的祖先是哈哲尔（即夏甲）所生的儿子易司马仪（圣经和合本作以实玛利），并称哈哲尔与撒拉是平妻的关系，具有相同的地位。